# إسناد عال ونازل (علم الحديث)
الإسناد العالي في سياق علم الحديث هو الإسناد الذي قل عدد رجاله مع الاتصال، أي قل عدد الرواة في هذا الإسناد فقربت المسافة فيه إلى رسول الله ﷺ، وفي اللغة العالي من كل شيء: أرفعه. والإسناد النازل ضد العالي وهو ما زاد عدد رجاله مع الإتصال، أي بعدت المسافة فيه عن رسول الله ﷺ.

## الأهمية
يعظم شأن الإسناد العالي عند المحدثين، لما يُفيده من قوة السند بقربه من رسول الله ﷺ، فإن الإسناد كلما بعد عند رسول الله احتمل وقوع الخلل من جهة أحد الرواة، يقول الحافظ ابن طاهر القيسراني: «أجمع أهل النقل على طلبهم العلو ومدحه». وقال عنه أحمد بن حنبل: «طلب الإسناد العالي سنة عمن سلف». ويرى البعض أن الإسناد النازل أفضل، لأنه مظنة لاجتهاد الراوي في متن الحديث وتأويله، والرأي الأول أصح.

## أقسام الإسناد العالي
يُقسم الإسناد العالي إلى ما يلي:

### العلو بالقرب من رسول اللهﷺ
العلو بالقرب من رسول الله ﷺ أي بقرب الرواية منه، وذلك بقلة عدد رجال الإسناد الواحد مع الإتصال والصحة، وهو أفضل أنواع العلو، ويُسمى العلو المطلق، وباقي الأقسام علو نسبي، وقد اختص العلماء هذا النوع بالعناية والتأليف، وأشهرها الأحاديث الثلاثية(1) مثل «ثلاثيات المسند» و«ثلاثيات البخاري»
- مثله:

فهنا نري أنه قد توسط بين البخاري وبين النبي ﷺ ثلاثة رواة.

### العلو بالقرب من إمام من أئمة الحديث
العلو بالقرب من إمام من أئمة الحديث يكون بقرب الرواية من أحد أئمة الحديث مثل الإمام مالك وشعبة بن الحجاج وغيرهم إذا صح الإسناد إليهم.
- مثله:

فهنا نري أنه قد توسط بين البخاري وبين الإمام مالك راو واحد هو إسماعيل بن أبي أويس.

### العلو بالقرب من الكتب الحديثية المشتهرة
العلو بالقرب من الكتب الحديثية المشتهرة يكون بمقارنة إسناد الراوي بإسناد أحد مؤلفي كتب الحديث المشتهرة مثل البخاري ومسلم وغيرهما، بأن يأتي الراوي بإسناد أعلى من إسناد مؤلف كتاب الحديث أو موافقا له، لأن هذا الرواي لو روى الحديث عن مؤلف هذا الكتاب لنزل إسناده درجة، وقد اعتنى المحدثون المتأخرون بهذا القسم، وأصبح له شهرة كبيرة عندهم، وهو ينقسم إلى أقسام:

#### الموافقة
وهي التوافق (أي الإلتقاء) مع المؤلف في شيخه، أي الرواية عن شيخ المؤلف مباشرة.
- مثله:

فهنا نرى أن تسلسل السند:
فإذا روى هذا الحديث راو آخر عن محمد بن عبد الله الأنصاري، فإن هذا الراوي يكون موافقا للبخاري في شيخه، على الشكل التالي:

#### البدل
هو التوافق مع شيخ المؤلف في شيخه، أي الرواية عن شيخ شيخِ المؤلف، بعلو درجة فأكثر.
- مثله: استكمالا على المثال السابق للموافقة، بإن يروى هذا الحديث راو آخر عن حميد بن أبي حميد، على الشكل التالي:

فيكون الرواي الآخر قد روى عن شيخ شيخ البخاري، أي وافق البخاري في شيخ شيخه، بعلو درجة.

#### المساوة
وهي أن يروي راو حديثا بعدد رجال مساو لعدد رجال إسناد المؤلف
- مثله: أن يروي البخاري حدايثا مثلا بينه وبين النبي خمسة رواة علي الشكل التالي:

فإذا روى راو نفس الحديث بنفس عدد رجال إسناد البخاري سُمي إسناده مساويا لإسناد البخاري من حيث العدد، وقد ذكر الحافظ ابن حجر أنه وقعت له أحاديث بينه وبين النبي صلى الله عليه وسلم فيها عشرة رجال، وهو نفس العدد الذي وقع للنسائي في بعض أحاديثه، فتساوى إسناد ابن حجر مع إسناد النسائي من حيث عدد رجال الإسناد، وقد جمعها ابن حجر في جزء صغير سماه «العشرة العشارية»

#### المصافحة
وهي أن يروي راو حديثا بإسناد عدد رجاله يساوي عدد إسناد أحد تلاميذ المؤلف، أي يتساوى مع تلميذ ذلك المؤلف، فكأن الإمام العالم المتأخر صافح ذلك الإمام القديم؛ لأنه ساوى تلميذ ذلك المؤلف فكأنه صافحه.

### العلو بتقدم وفاة الراوي
بأن تتقدم وفاة أحد روايين عن نفس الشيخ، أو بأن يتقدم موت الراوي في هذا السند على موت الراوي الذي في السند الآخر، وإن كانا متساويين في العدد.

### العلو بتقدم السماع من الشيخ
فمَن تقدَّم سماعُه من شيخ كان أعلى ممن سمع من نفس الشيخ بعد ذلك.
وكثير ما يقع التداخل بين هذين القسمين، حتى عدهما بعض العلماء قسما واحدا، ونلاحظ أن فائدة العلو لا تظهر في هذين القسمين إلا في بعض الصور، التي تدخل في أنواع أخرى من علوم الحديث، مثل معرفة من اختلط في آخر عمره ونحوه من الأبحاث. لذلك لم يذكرهما بعض المحققين كالحافظ ابن حجر.

## أقسام الإسناد النازل
يُقسم الإسناد النازل إلى أقسام خمسة، وتعرف من ضدها، فكل قسم من أقسام العلو ضده قسم من أقسام النزول، وهي كما يلي:
- النزول بالبعد عن رسول الله ﷺ: وهو البعدُ من رسول الله بكثرة الوسائط ويُسمى النزول المطلق، وباقي الأنواع نزول نسبي
- النزول بالبعد عن أئمة الحديث
- النزول بالبعد عن الكتب الحديثية المشتهرة
- النزول بتأخر وفاة الراوي
- النزول بتأخر السماع من الشيخ: فمن تأخر سماعه من الشيخ أنزَلُ ممن سمع من ذلك الشيخ نفسه متقدِّمًا

## وصلات خارجية
- مكتبة الحديث النبوي الشريف
- تحقق من صحة أي حديث

## هوامش
1 الأحاديث الثلاثية هي ما كان عدد رواتها بين مؤلف وبين النبي صلى الله عليه وسلم ثلاثة.